# NMS Smeul
Le NMS Smeul était un torpilleur de la marine militaire roumaine acquis au titre des dommages de guerre en 1920, avec six autres unités de la classe 250t. Il a d'abord servi dans la marine austro-hongroise en tant que Tb 83 F pendant la Première Guerre mondiale.

## Conception et construction

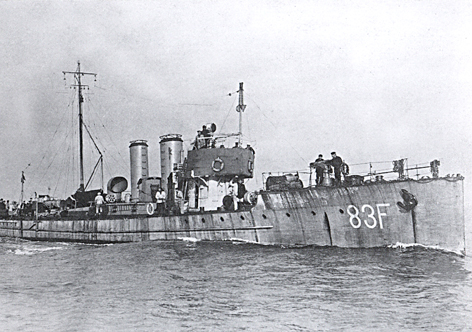
Tb 83 F en 1916

Navire du groupe F de la classe 250t, il a été construit par Ganz & Danubius à Fiume et à proximité de Porto Re, avec le reste de son groupe, entre octobre 1913 et décembre 1916. Sous la désignation 83 F, il a été mis sur cale en 1913, lancé en 1914 et achevée en 1915. Il avait une longueur à la flottaison de 58,5 m, une largeur de 5,8 m  et un tirant d'eau normal de 1,5 m. Alors que son déplacement prévu était de 266 tonnes, il a déplacé environ 330 tonnes à pleine charge. L'équipage se composait de 38 officiers et hommes enrôlés. Ses turbines AEG-Curtiss ont été évaluées à 5.000 cv (3 700 kW) avec une puissance maximale de 6.000 cv (4 500 kW), lui permettant d'atteindre une vitesse maximale de 28 nœuds (52 km/h). Il transportait 20 tonnes de charbon et 34 tonnes de mazout, ce qui lui donnait une portée de 1.200 milles nautiques (2.200 km) à 16 nœuds (30 km/h). 

## Destination
En vertu des dispositions du traité de Saint-Germain-en-Laye, il a été donné en réparation à la Roumanie en 1920, avec six autres bateaux de la même classe. Pendant la Seconde Guerre mondiale, il n'avait plus aucun tube lance-torpilles. Ceux-ci ont été remplacés par des charges de profondeur, son artillerie se composant de deux canons navals de 66 mm et de deux canons anti-aériens de 20 mm. Les charges de profondeur ont été déployées à l'aide d'un lanceur de 400 mm.t

## Service
En combattant du côté de l'Axe pendant la Seconde Guerre mondiale, il a été impliqué dans l'opération de pose de mines de la côte bulgare en octobre 1941 et a escorté les mouilleurs de mines roumains Amiral Murgescu et Dacia lors d'une pose d'un champ de mines près d'Odessa en juin 1942. 
Le 14 octobre 1942, le sous-marin soviétique de classe Malyutka M-32 a attaqué sans succès le destroyer roumain Regele Ferdinand près du cap Burnas, le sous-marin étant par la suite chargé en profondeur et endommagé par Smeul. 
Les 11 et 13 décembre 1942, sous le commandement du capitaine Dumitru Mitescu, Smeul escorta les navires de transport de l'Axe Tzar Ferdinand et Oituz le long de la côte roumaine, ainsi que quatre Räumboot allemands. Le matin du 13 décembre, le convoi a été attaqué par le destroyer soviétique Soobrazitelny et quatre dragueurs de classe Fugas. L'échange de tirs a duré deux heures, jusqu'à ce que Smeul lance un écran de fumée qui a permis aux quatre Räumboot de simuler une attaque à la torpille, provoquant la retraite des navires de guerre soviétiques. Aucun des navires de l'Axe ou soviétiques n'a été endommagé.

## Fin de carrière
Après le coup d'État du 23 août 1944, le navire fut commandé par la marine soviétique sous le nom de Toros. 
En octobre 1945, il a été rendu à la Roumanie. Après avoir été réaménagé au chantier naval de Galați, il a été remis en service en 1946 et finalement démantelé en 1960.